# Kirk Baptiste
Kirk Baptiste, född 20 juni 1962 i Beaumont, Texas, död 24 mars 2022 i Houston, Texas, var en amerikansk friidrottare som tävlade i kortdistanslöpning.
Baptiste deltog vid Olympiska sommarspelen 1984 där han slutade på andra plats på 200 meter efter Carl Lewis. Han deltog också vid inomhus-VM 1987 där han vann guld på 200 meter.

## Personliga rekord
- 200 meter - 19,96 från 1984